# 沃氏口孵非鯽
沃氏口孵非鯽，為輻鰭魚綱鱸形目隆頭魚亞目慈鯛科的其中一種，分布於非洲Rudolf湖流域，體長可達25.6公分，棲息在湖泊淺水域，生活習性不明。